# Les Granges-le-Roi
Les Granges-le-Roi ist eine Gemeinde im Département Essonne in der Region Île-de-France in Frankreich. Sie hat 1.187 Einwohner (Stand: 1. Januar 2022). Les Granges-le-Roi gehört zum Arrondissement Étampes und zum Kanton Dourdan. Die Einwohner werden Grangeois genannt.

## Geographie
Les Granges-le-Roi liegt etwa 45 Kilometer südwestlich des Zentrums von Paris. Umgeben wird Les Granges-le-Roi von den Nachbargemeinden Dourdan im Norden und Nordwesten, Roinville im Osten und Nordosten, La Forêt-le-Roi im Südosten, Richarville im Süden sowie Corbreuse im Westen.

## Bevölkerungsentwicklung
| Jahr                      | 1962 | 1968 | 1975 | 1982 | 1990 | 1999 | 2006 | 2013 |
| Einwohner                 | 366  | 374  | 575  | 762  | 846  | 873  | 949  | 1154 |
| Quelle: Cassini und INSEE |      |      |      |      |      |      |      |      |

## Sehenswürdigkeiten
Siehe auch: Liste der Monuments historiques in Les Granges-le-Roi
- Kloster Notre-Dame-de-l'Ouÿe, 1163 als Grammontenserkloster begründet, ab 1774 bis 1792 Benediktinerkloster, von 1945 bis 2012 Ursulinenkloster, seit 2015 Umbau zum Jugendzentrum der katholischen Diözese Paris (Eröffnung Januar 2017)
- Kirche Saint-Léonard, um 1150 erbaut, heutiger Bau weitgehend aus dem 13., 15. und 17. Jahrhundert überliefert

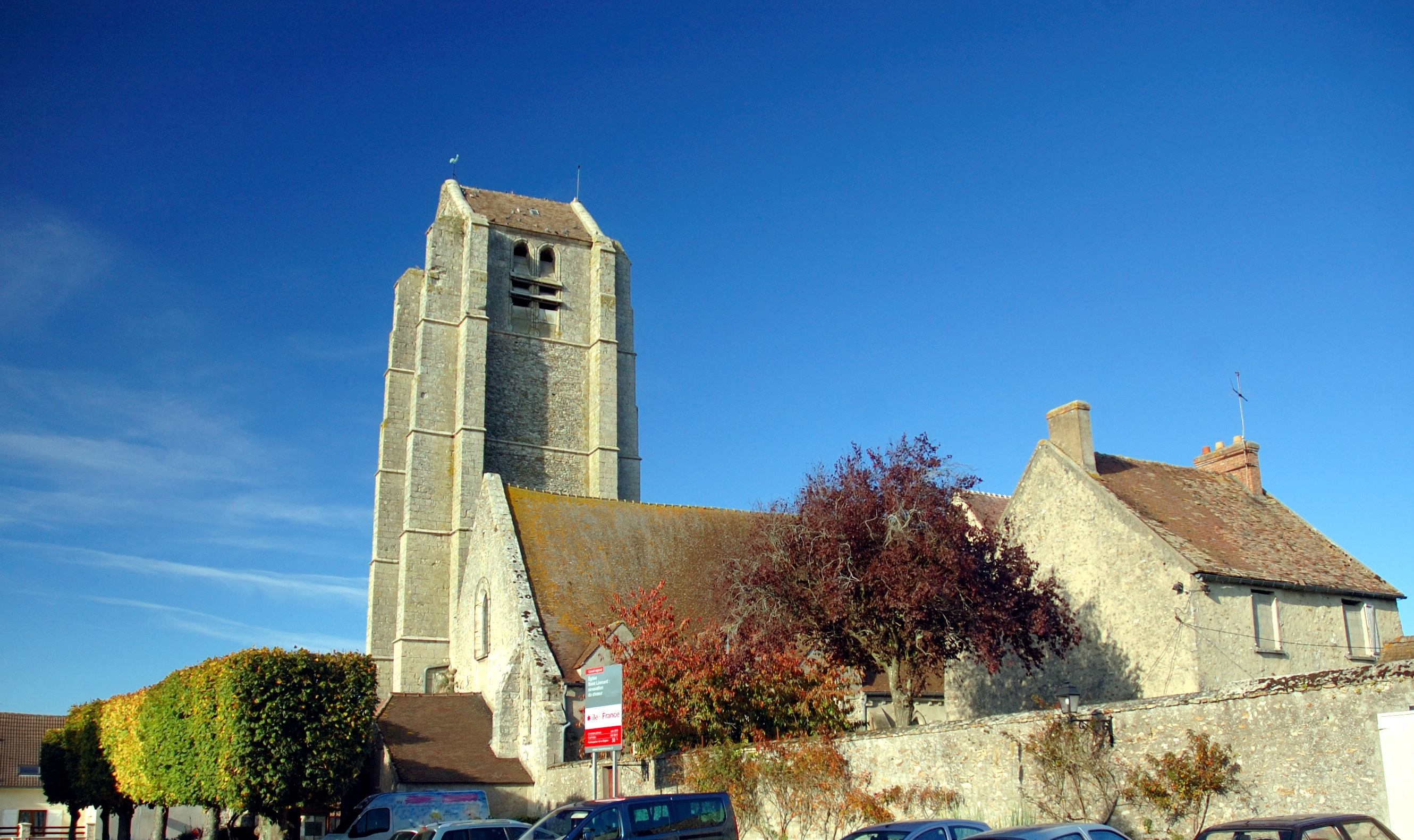
Kirche Saint-Léonard

- Kalkofen